# Rigmor Svenoni
Karin Rigmor Maria Svenoni, född 2 augusti 1881 i Höreda, Jönköpings län, död 17 mars 1964 i Vimmerby, var en svensk teckningslärare, keramiker och målare.
Hon var dotter till kyrkoherden Carl Erik Svenoni och Hilma Teodolinda Wetterhall. Svenoni studerade vid Tekniska skolan 1898–1900 och vid Högre konstindustriella skolan i Stockholm 1900–1903. Efter studierna vare hon anställd som teckningslärare i Vadstena 1903–1904 samt Halmstad 1904–1905 och hon blev ordinarie teckningslärare vid samrealskolan i Vimmerby 1907 där hon blev kvar till sin pensionering 1946. För att förkovra sin konstnärliga sida reste hon på studieresor till Nederländerna 1909 och studerade en period för Lucien Simon och René Menrad vid Académie de la Grande Chaumière i Paris 1912. Hon medverkade i Vimmerby konstförenings julsalonger på 1950-talet och i Vimmerbyutställningen 1963. Hennes konst består av blomsterstilleben, porträtt och landskapsskildringar i olja eller akvarell samt små skulpturer i keramik.